# Opula
Opula is een geslacht van vlinders van de familie venstervlekjes (Thyrididae).

## Soorten
- O. chopardi (Viette, 1954)
- O. hebes Whalley, 1971
- O. impletalis Walker, 1869
- O. lineata Whalley, 1967
- O. monsterosa Whalley, 1971
- O. perigrapha (Hampson, 1914)
- O. scardialis (Rebel, 1914)
- O. spilotata (Warren, 1898)